# Grundtilstand
Grundtilstanden af et kvantemekanisk system er den stationære tilstand med den laveste energi kaldet nulpunktsenergien. En exciteret tilstand er derimod enhver tilstand med højere energi. Inden for kvantefeltteori kaldes grundtilstanden for vakuum-tilstanden eller bare vakuum.
Hvis der eksisterer flere grundtilstande kaldes de for degenererede, hvilket ikke er ualmindeligt. Degenerering opstår, når en unitær operator virker ikke-trivielt på en grundtilstand og kommuterer med systemets Hamilton-operator.
Ifølge termodynamikkens tredje lov er et system i grundtilstanden, når temperaturen har nået det absolutte nulpunkt. Degenereringen bestemmer altså entropien. Mange systemer, såsom krystalgitre, har en unik grundtilstand og har derfor en entropi på nul ved det absolutte nulpunkt.
| Fysik | Spire Denne artikel om fysik er en spire som bør udbygges. Du er velkommen til at hjælpe Wikipedia ved at udvide den. |